# 约翰·凯恩梅克
约翰·凯恩梅克 (John Canemaker，1943年—)是一位美国独立动画师。1974年获得瑪麗山曼哈頓學院学士学位，1976年获得纽约大学电影艺术硕士学位。1980年，他开始在纽约大学教授动画课程。2001年至2002年期間，他是纽约大学电影电视系代理主任。2006年，他的作品获得奥斯卡最佳动画短片奖。2007年，同一作品又获得艾美奖。